# 능실초등학교
능실초등학교는 대한민국 경기도 수원시 권선구에 있는 공립 초등학교이다.

## 학교 연혁
- 2012년 3월 1일 개교
- 2012년 3월 1일 초대 노춘근 교장 부임
- 2012년 3월 1일 7학급 편성
- 2012년 3월 1일 병설유치원 1학급 편성
- 2012년 3월 19일 12학급 편성
- 2013년 2월 15일 제1회 졸업식
- 2013년 3월 1일 15학급 증설
- 2013년 3월 1일 병설유치원 2학급 증설
- 2014년 3월 1일 20학급 증설
- 2015년 3월 1일 제2대 이민희 교장 취임
- 2015년 3월 1일 28학급 증설